# Bartosz Bosacki
Bartosz Bosacki (nascido em 20 de dezembro de 1975 em Poznań, Polônia) é um ex-futebolista polaco.
Bosacki estreou pelo Lech Poznań no mês de abril de 1995 e venceu a Super Copa Polonesa com o Lech Poznań e o Amica Wronki (este em 2004). Em 2004-2006 jogou pelo 1. FC Nürnberg. Bosacki já fez 20 partidas pela seleção nacional.
No dia 22 de maio de 2006, foi convocado pelo técnico da seleção polonesa Paweł Janas para Copa do Mundo FIFA de 2006 como substituto do meiocampista Damian Gorawski, após este não ser aprovado nos exames médicos devido a uma asma severa. Bosacki fez dois gols pela Polônia na fase de grupos, na vitória contra a Costa Rica por 2 a 1. Esses dois gols foram os únicos gols da Polônia na Copa do Mundo de 2006.